# Плавання на Чемпіонаті Європи з водних видів спорту 2022 — змішана естафета 4x100 метрів комплексом
Змагання з плавання в змішаній естафеті 4x100 метрів комплексом на Чемпіонаті Європи з водних видів спорту 2022 відбулися 12 серпня (попередні запливи і фінал).

## Рекорди
На момент проведення змагань рекорди були такими:
|                              | Країна          | Час     | Місто    | Дата           |
| ---------------------------- | --------------- | ------- | -------- | -------------- |
| Світовий рекордРекорд Європи | Велика Британія | 3:37.58 | Токіо    | 31 липня 2021  |
| Рекорд чемпіонатів Європи    | Велика Британія | 3:38.82 | Будапешт | 20 травня 2021 |

## Результати

### Попередні запливи[3]
| Місце | Доріжка | Країна | Спортсмени      | Час | Примітки |     |
| ----- | ------- | ------ | --------------- | --- | -------- | --- |
| 1     | 1       | 4      | Нідерланди      | Кіра Туссен (1:00.22) Арно Каммінга (59.61) Нілс Корстаньє (51.63) Тесса Ґіеле (55.18)                    | 3:46.64  | Q   |
| 2     | 1       | 6      | Німеччина       | Оле Брауншвайґ (53.78) Лукас Мацерат (59.76) Анґеліна Келер (58.47) Неле Шульце (55.13)                   | 3:47.14  | Q   |
| 3     | 1       | 3      | Польща          | Пауліна Педа (1:01.85) Давід В'єкєра (1:00.26) Адріан Яшкєвич (51.78) Александра Полянська (54.19)        | 3:48.08  | Q   |
| 4     | 1       | 7      | Велика Британія | Лорен Кокс (1:02.49) Ґреґ Батлер (1:00.95) Джейкоб Пітерс (52.14) Анна Гопкін (53.46)                     | 3:49.04  | Q   |
| 5     | 2       | 6      | Франція         | Маріу-Амбре Молу (1:01.96) Антуан Вікера (1:00.83) Клемент Секкі (51.69) Люсіль Тессаріоль (55.44)        | 3:49.92  | Q   |
| 6     | 2       | 7      | Італія          | Мікеле Ламберті (54.67) Франческа Фанджо (1:07.87) Іларія Біанкі (58.55) Леонардо Деплано (49.10)         | 3:50.19  | Q   |
| 7     | 2       | 5      | Греція          | Апостолос Хрістоу (54.49) Константінос Мерецоліас (1:01.28) Анна Нтунтунакі (59.46) Теодора Драку (55.36) | 3:50.59  | Q   |
| 8     | 1       | 2      | Ізраїль         | Авів Барзелай (1:02.34) Крістіан Пічугін (1:00.93) Рон Полонський (53.14) Анастасія Горбенко (54.26)      | 3:50.67  | Q   |
| 9     | 2       | 4      | Швеція          | Ганна Росвалл (1:01.99) Даніель Рейсенен (1:00.96) Оскар Гофф (53.46) Софія Остедт (55.48)                | 3:51.89  |     |
| 10    | 1       | 5      | Швейцарія       | Ніна Кост (1:02.55) Жеремі Депланш (1:00.36) Джулія Уллманн (1:00.08) Нільс Лісс (49.71)                  | 3:52.70  |     |
| 11    | 2       | 1      | Ірландія        | Деніелл Гілл (1:03.15) Еойн Корбі (1:01.35) Брендан Гайланд (53.20) Вікторія Каттерсон (55.45)            | 3:53.15  |     |
| 12    | 2       | 2      | Естонія         | Арміг Еверт Лелле (56.96) Марія Романюк (1:10.82) Даніел Зайцев (52.35) Алекса Ґолд (56.27)               | 3:56.40  |     |
| 13    | 2       | 8      | Словаччина      | Тамара Потоцька (1:04.32) Андреа Подманікова (1:10.82) Адам Галас (54.59) Матей Душа (49.63)              | 3:59.36  |     |
| 14    | 2       | 3      | Австрія         | | DNS      | DNS |
| 14    | 1       | 1      | Іспанія         | | DNS      | DNS |

### Фінал[4]
| Місце | Доріжка | Країна          | Спортсмени                                                                                                | Час     | Примітки |
| ----- | ------- | --------------- | --- | ------- | -------- |
| 1     | 4       | Нідерланди      | Кіра Туссен (59.49) Арно Каммінга (59.19) Нілс Корстаньє (50.72) Марріт Стінберген (52.33)                | 3:41.73 |          |
| 2     | 7       | Італія          | Томас Чеккон (52.82) Ніколо Мартіненьї (58.13) Елена Ді Ліддо (58.49) Сільвія ді П'єтро (54.17)           | 3:43.61 |          |
| 3     | 6       | Велика Британія | Меді Гарріс (1:00.20) Джеймс Вілбі (59.31) Джейкоб Пітерс (51.84) Анна Гопкін (53.34)                     | 3:44.69 |          |
| 4     | 3       | Польща          | Пауліна Педа (1:00.64) Давід В'єкєра (59.22) Якуб Маєрський (51.13) Александра Полянська (54.21)          | 3:45.20 |          |
| 5     | 5       | Німеччина       | Оле Брауншвайґ (53.85) Лукас Мацерат (59.25) Анґеліна Келер (58.36) Неле Шульце (55.08)                   | 3:46.54 |          |
| 6     | 2       | Франція         | Емма Теребо (1:00.93) Антуан Вікера (1:00.14) Марі Ваттель (57.57) Шарль Ріу (48.13)                      | 3:46.77 |          |
| 7     | 1       | Греція          | Апостолос Хрістоу (53.05) Константінос Мерецоліас (1:00.87) Анна Нтунтунакі (57.92) Теодора Драку (55.60) | 3:47.44 |          |
| 8     | 8       | Ізраїль         | Авів Барзелай (1:01.75) Крістіан Пічугін Рон Полонський Анастасія Горбенко                                | DSQ     | DSQ      |